# Kabinett Röver
Das Kabinett Röver bildete vom 16. Juni 1932 bis zum 5./6. Mai 1933 die Landesregierung des Freistaates Oldenburg.
| Amt                                                                                         | Name               | Partei |
| ------------------------------------------------------------------------------------------- | ------------------ | ------ |
| Ministerpräsident Auswärtiges, Inneres, Handel und Verkehr Reichsstatthalter ab 5. Mai 1933 | Carl Röver         | NSDAP  |
| Finanzen                                                                                    | Julius Pauly       | NSDAP  |
| Justiz, Kirchen und Schulen                                                                 | Heinz Spangemacher | NSDAP  |